# Radiomuseum Duisburg

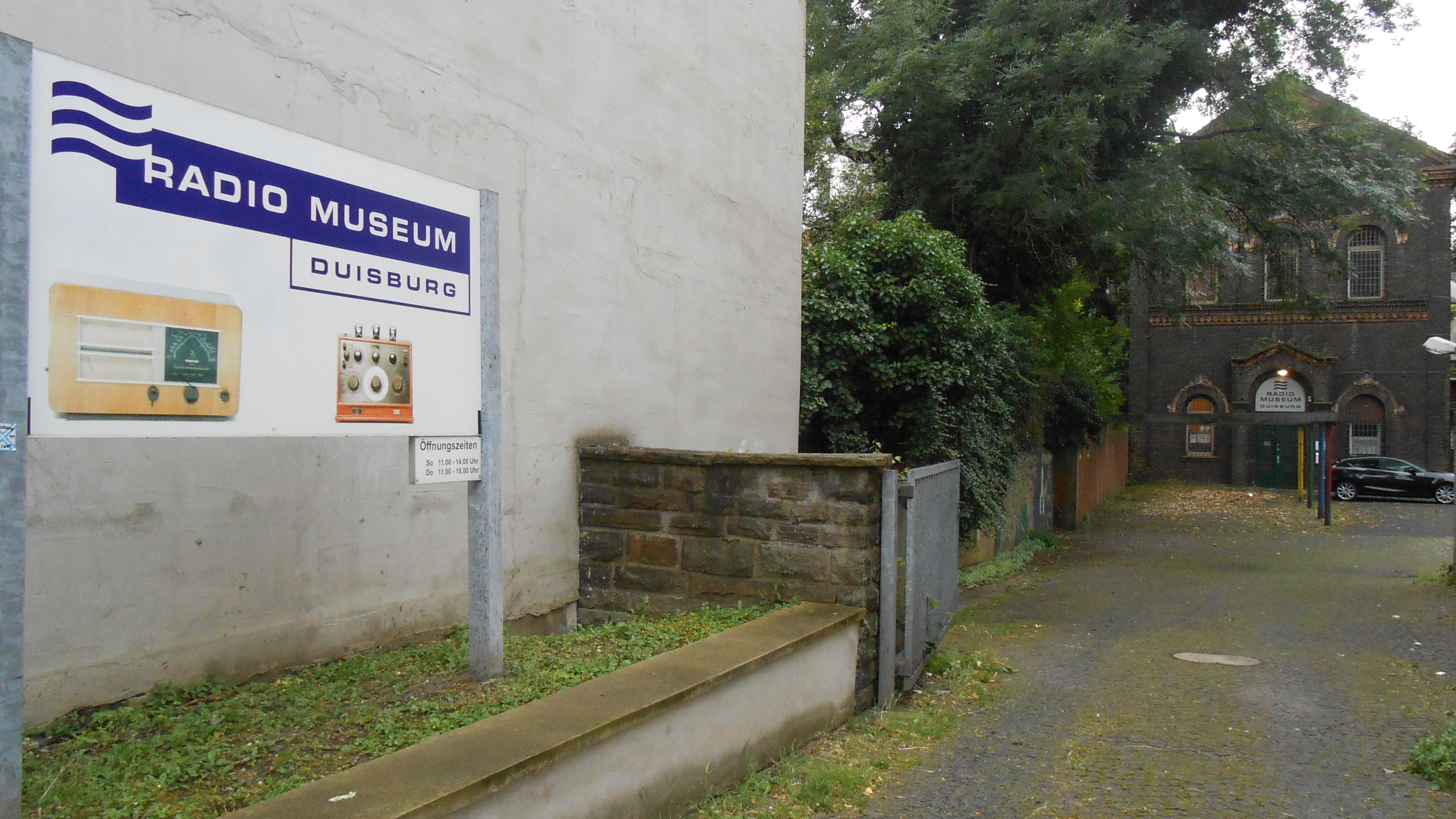
Auffahrt zum Radiomuseum Duisburg

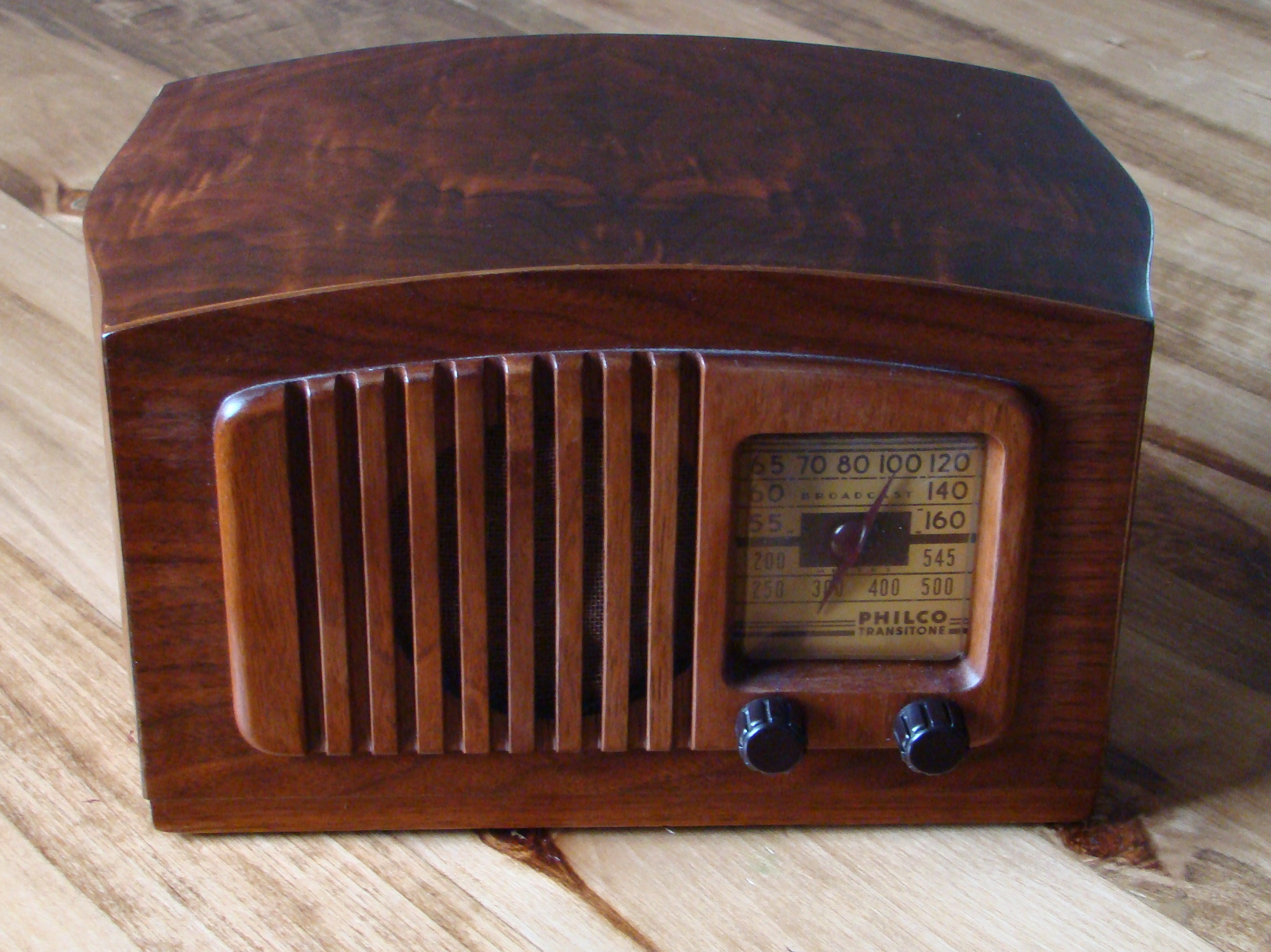
Altes Philips Radio

Das Radiomuseum Duisburg wurde im Jahr 1994 von einer Privatinitiative gegründet und im Duisburger Stadtteil Ruhrort eröffnet.

## Beschreibung
Auf einer Fläche von über 350 Quadratmetern führen rund 450 Exponate durch die Geschichte des Radios von den Anfängen der Radiotechnik in den 1920er Jahren bis in die 1970er Jahre. Zum Teil sind die Geräte noch funktionsfähig und werden zur Demonstration betriebsbereit angeschlossen. Ergänzend finden sich auch einige weitere Gerätekategorien, wie Grammophone, Fernsehtruhen und Tonbandgeräte. Die Dauerausstellung ist nach Jahrzehnten aufgegliedert. Das Museum wird in Privatinitiative von den ehrenamtlich tätigen Mitgliedern des Fördervereins „Radiomuseum Duisburg“ e.V. betrieben. Leiter des Museums ist Wilhelm W.Struth.
Das Museum ist auch ein Treffpunkt für funkhistorisch Interessierte und veranstaltet Fachvorträge und Tauschbörsen. Jährlich findet eine Sonderausstellung statt.